# Наманганський металургійний завод
Наманга́нський металургі́йний заво́д — підприємство металургійної промисловості на сході Узбекистану, в Ферганській долині поблизу міста Чуст.
Завод почали споруджувати в 2020-му та ввели в дію наприкінці 2021 року. До його основного обладнання відносяться електродугова сталеплавильна піч, машина безперервного виливу заготовки та прокатний стан, розрахований на випуск арматури та катанки. Річна потужність становить 300 тисяч тонн прокату на рік.
Як сировину завод споживає брухт. Також він може закупати додаткову сортову заготовку для живлення прокатного стану.
Проєкт реалізували через спільне узбецько-китайське підприємство Tai Chang Special Steel, китайськими інвесторами якого виступили компанії Jian Jingden та Cheng Zhinxie.